# Маллеон
Маллео́н (фр. Malléon) — коммуна во Франции, находится в регионе Юг — Пиренеи. Департамент коммуны — Арьеж. Входит в состав кантона Вариль. Округ коммуны — Памье.
Код INSEE коммуны — 09179.

## Население
Население коммуны на 2008 год составляло 49 человек.
| 1962 | 1968 | 1975 | 1982 | 1990 | 1999 | 2008 |
| ---- | ---- | ---- | ---- | ---- | ---- | ---- |
| 64   | 65   | 52   | 46   | 43   | 33   | 49   |

## Экономика
В 2007 году среди 27 человек в трудоспособном возрасте (15—64 лет) 21 была экономически активными, 6 — неактивными (показатель активности — 77,8 %, в 1999 году было 70,6 %). Из 21 активных работали 20 человек (13 мужчин и 7 женщин), безработным был 1 (0 мужчин и 1 женщина). Среди 6 неактивных 1 человек был учеником или студентом, 2 — пенсионерами, 3 были неактивными по другим причинам.